# 銭大鈞
銭 大鈞（せん たいきん）は中華民国（台湾）の軍人・政治家。国民革命軍草創期から活躍した軍人で、蔣介石の側近として知られる。字は慕尹。

## 事跡

### 民初の活動
祖父は貢士の家庭に生まれる。1903年（光緒29年）、蘇州長洲高等小学堂に入学し、1909年（宣統元年）、南京の江蘇陸軍小学堂第4期生として進学した。辛亥革命が勃発すると、上海の学生軍に参加している。まもなく、革命派の鈕永建が創設した松江軍政分府松江軍幹部学校に入学し、卒業後は松江軍に加入した。南北和議・北京遷都に伴い、松江軍政分府が解散されると、銭大鈞は蘇州に引き返している。
1912年（民国元年）、銭大鈞は江蘇陸軍小学堂に復学し、同年末に卒業した。翌年、第二革命（二次革命）が勃発すると、銭は鈕永建配下として学生隊・決死隊を組織した。しかし、革命派は敗北し、銭は故郷に隠れ住んだ。1914年（民国3年）銭は鈕の紹介で日本へ留学し、孫文（孫中山）と対面し、感銘を受けて中華革命党に加入している。
同年末に銭大鈞は帰国し、武漢で南湖陸軍第二予備学校で学んだ。しかし、革命派としての秘密活動を展開していたところ、湖北都督王占元に猜疑され、上海へ逃れる。上海では鈕が組織した革命派の軍の結成・練成に従事している。護国戦争を経て銭は湖北省の陸軍小学堂に復帰し、1916年（民国5年）12月に卒業した。その後、保定陸軍軍官学校で砲術を学び、1917年（民国6年）4月、成績優秀のため日本へ派遣され、陸軍士官学校中国学生隊第12期砲兵科で学んだ。

### 国民革命軍での台頭
1919年（民国8年）6月、銭大鈞は帰国して保定陸軍軍官学校第8期第4隊分隊長に任命される。翌年10月、同校第9期砲兵隊隊長となった。1921年（民国10年）4月、孫文が非常大総統に就任したのを受け、銭は南下し、広東軍（粤軍）第1師学兵営営務官に任ぜられる。以後、軍功により着実に昇進し、1923年（民国12年）、中校参謀となった。まもなく黄埔軍官学校の創設準備に参加し、翌年6月に正式に開校すると、中校兵器教官に任ぜられ、さらに上校総教官代理に昇進している。
1925年（民国14年）の第1次東征（陳炯明討伐）に際して銭大鈞は本部少将参謀長に任命され、蔣介石・周恩来を補佐した。また、第2教導団団長、第1旅第3団団長などに任ぜられて前線でも指揮をとり、陳配下の難敵・林虎の部隊を撃破している。その後も、兵変を起こした劉震寰・楊希閔の討伐、さらに第2次東征での海豊・陸豊（陳の本拠地）攻略でも、前線指揮官としてそれらの成功に貢献した。これら軍功により、同年12月に国民革命軍第1軍第1師少将副師長兼参謀長に、さらに翌1926年（民国15年）2月には第20師中将師長に昇進している。
同年7月、国民革命軍が北伐を開始すると、銭大鈞は広州警備司令として後方守備を担当した。1927年（民国16年）4月12日、蔣介石が上海クーデターを起こすと、銭はこれを支持し、広州で中国共産党の粛清を実施している。同年8月、南昌起義が起きると、銭は葉挺・朱徳・陳毅らの起義軍に攻撃を加え、苦戦しながらも撃破した。9月、第32軍軍長に昇進している。

### 蔣介石側近へ
1928年（民国17年）1月からは、銭大鈞は淞滬方面（上海など）に駐留し、4月からは淞滬警備司令、江蘇省政府委員、上海特別市党部常務委員などを兼任した。6月には江南剿匪司令も兼ねている。1929年（民国18年）春、国民革命軍総司令部参議に転じ、蔣桂戦争では蔣介石を補佐して作戦に加わる。同戦争終結後、李宗仁が創設した第4集団軍随営軍官学校が蔣により改組されて中央陸軍軍官学校武漢分校となり、銭が同校教育長を務めた。翌年の中原大戦では、教導第3師師長に任ぜられて反蔣軍と戦い、戦後は第14師師長となる。1931年（民国20年）1月、銭は武漢要塞司令を兼ね（後任の第14師師長は陳誠）、12月には中国国民党第4期執行委員候補に選出された。しかし同年秋に武漢で発生した洪水について、銭は事後対応に不備があったために市区に大水を流し込んでしまい、被害を拡大させる失態も犯している。
1932年（民国21年）1月、武漢要塞司令部の廃止に伴い、銭大鈞は第89師師長に移った。同年春には第13軍軍長兼南昌委員長行営主任に昇進し、共産党（紅軍）討伐に参加している。1933年（民国22年）初めに、委員長保定行営主任に転じ、同年末には鄂豫皖剿匪総司令部参謀長として紅軍への包囲・攻撃を進めた。紅軍が長征を開始した後の1935年（民国24年）2月、鄂豫皖剿匪総司令部が改組されて委員長武昌行営となり、銭は引き続き参謀長として新たに主任となった張学良を補佐している。
1936年（民国25年）1月、国民政府軍事委員会委員長侍従室が創設されると、銭大鈞は第1処主任兼侍衛長に任ぜられ、蔣介石の警備等を担当した。6月に両広事変が勃発すると、反蔣兵変を起こした陳済棠配下の余漢謀に対して銭は篭絡工作を行い、これを陳から離反させることに成功、事変鎮圧に貢献している。11月には党第5期中央執行委員に選出された。12月、銭は蔣介石に随従して西安を訪問したが、その際に張学良と楊虎城が西安事件を起こす。銭は蔣を警護しようとしたところ、銃撃されて右肺貫通の重傷を負ったが、辛うじて一命は取り留めた。事件解決後の翌年2月には、職務に復帰している。

### 日中戦争、晩年
日中戦争（抗日戦争）勃発後の1938年（民国27年）2月、銭大鈞は航空委員会主任に任ぜられ、空軍の指揮を執る。同年4月に武漢での空戦を指揮し、5月20日には九州へ向けて軍用機を派遣し、福岡県などで宣伝弾（ビラを撒くためのもので殺傷能力は無い）を撒かせた。また、蔣介石の命により長沙大火や贈収賄事件などの捜査・事後処理も担当した。
しかし10月に武漢も陥落、航空委員会は衡陽、貴陽を経て翌年1月に成都へと逃れた。この頃、中国空軍はソ連からの支援を絶たれ「暗黒時代」と呼ばれる苦しい時期であり、2月より激化した重慶爆撃を阻止することはできなかった。1939年4月8日、軍統局長賀耀組及び副局長戴笠からの報告で用途不明の特別費を受け取っていることが露見、重慶での定例会議が終わった翌5月25日、軍法執行総監部に拘留される。6月2日、軍事委員会により高等軍事会審法庭の開廷が決議され、4日開廷、唐生智が審判長、陳調元及び徐永昌が審判官、邱毓楨、賈煥臣が軍法官を務めた。判決の結果、懲戒免職処分となった。
1941年（民国30年）7月、何応欽の推薦で軍事委員会運輸統制局参謀長（まもなく秘書長に改組）となり、国内外物資の運輸管制・検査を司っている。翌年3月、軍政部政務次長兼点検委員会主任に転じた。1944年（民国33年）11月、軍事委員会委員長侍従室第1処主任に戻り、また、軍事委員会調査統計局（軍統）局長も兼ねている。
1945年（民国34年）5月、銭大鈞は党第6期中央執行委員に再選され、日中戦争終結後の9月には上海市長兼淞滬警備司令に任ぜられた。しかし翌年5月には早くも辞任、軍政界から一時引退している。1948年（民国37年）、行憲国民大会代表に選出され、翌1949年（民国38年）2月には重慶綏靖公署副主任（6月、西南軍政長官公署副長官に改組）を務めた。
国共内戦で国民党が敗北すると、銭大鈞は海南島経由で台湾に逃れる。以後、総統府戦略顧問委員会委員、光復大陸設計研究委員会委員、党紀律委員会委員などを歴任した。1963年（民国52年）にはチャイナエアライン（中華航空）董事長に就任している。また、銭はスポーツ振興活動にも熱心で、台湾省サッカー委員会主任委員、中華全国陸上競技協会理事長なども務めた。
1982年（民国71年）7月21日、台北市の三軍総医院にて病没。享年90（満88歳）。

## 栄典
- 青天白日勲章
- 一等雲麾勲章（中国語版） - 1943年10月10日[1]